# 罗赫鲁
罗赫鲁（Rohru），是印度喜马偕尔邦Shimla县的一个城镇。总人口6606（2001年）。

## 人口
该地2001年总人口6606人，其中男性3868人，女性2738人；0—6岁人口838人，其中男470人，女368人；识字率76.08%，其中男性为79.68%，女性为71.00%。